# Socialistický realismus (literatura)

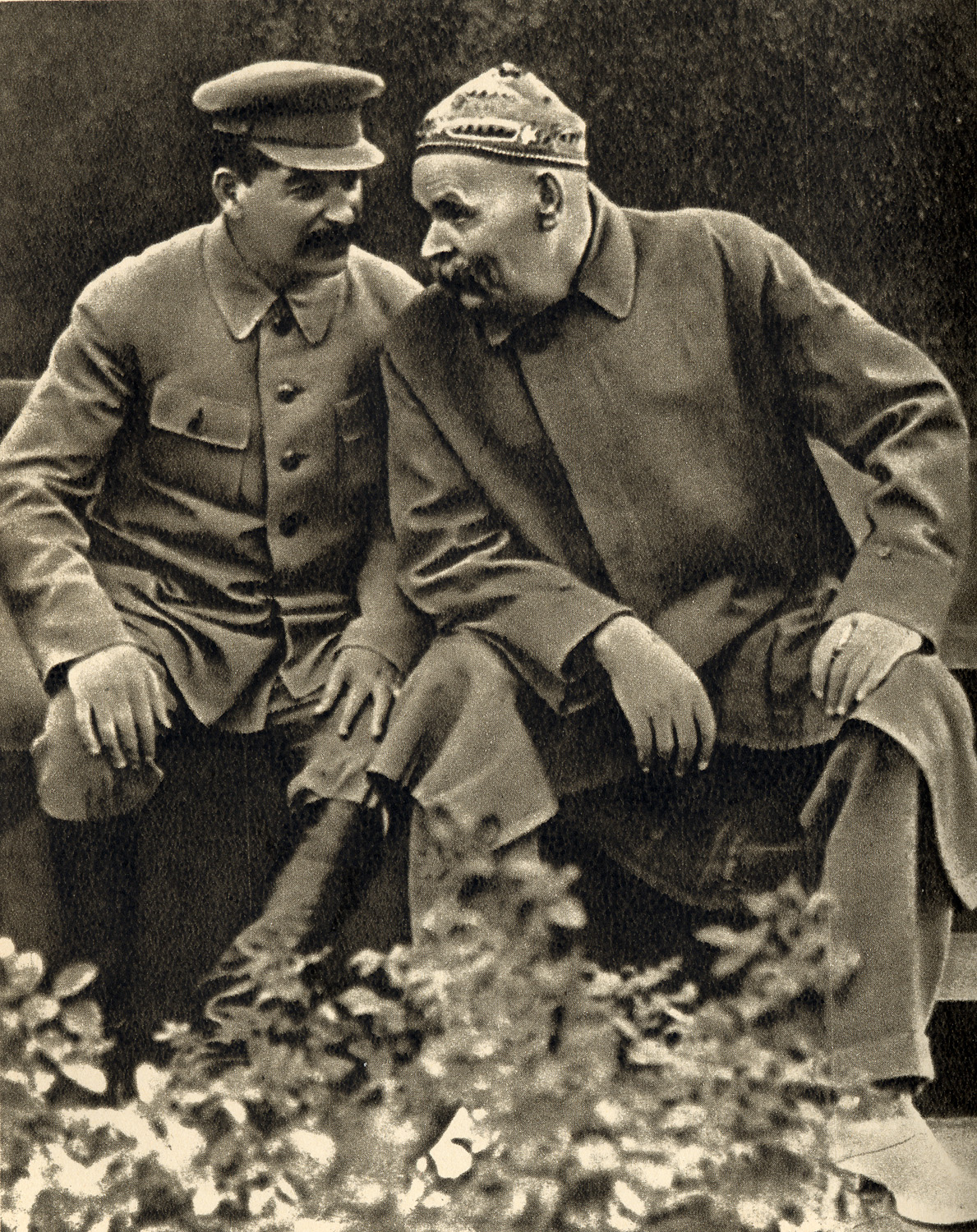
Sovětský vůdce Josif Vissarionovič Stalin a spisovatel Maxim Gorkij, hlavní podporovatel tezí literárního socialistického realismu, v roce 1931

Socialistický realismus je v literatuře směr oslavující úspěchy socialistického politického zřízení a hospodářství. Existoval jako součást obecnějšího socialistického realismu jakožto metody zahrnující všechny oblasti umělecké tvorby. Vznikl v Sovětském svazu v 30. letech dvacátého století a vrcholu dosáhl v 50. letech. Spojení poprvé použil Ivan Gronskij v roce 1932, následně jej zpopularizovali kulturní činitelé jako Andrej Ždanov a vlivní spisovatelé, zejména Maxim Gorkij. Jeho román Matka z roku 1906 byl chápán jako předpoklad a vzor pro socialistickorealistickou prozaickou tvorbu.
Charakteristickými žánry se stala agitační poezie, obvykle oslavující zdatné pracovníky a stranické funkcionáře, a budovatelský román, popisující rozkvět původně zanedbaných továren a zemědělských družstev. Texty byly sestavovány podle předem daných formulí a schémat, pro postavy bylo charakteristické černobílé rozlišení – na jedné straně nadšení dělníci, na druhé straně zrádci a kolaboranti, mezi nimi váhaví intelektuálové, jejichž úkolem je prozřít. Odmítnuta byla většina „dekadentních“ postupů literární moderny a avantgardy, výrazově měli autoři čerpat z realismu, v marxistickém prostředí označovaného jako kritický realismus. Údajně neživá „objektivní realita“ však byla považována také za nefunkční manýru a měla být oživována revoluční pravdou, stranickostí a vědomím budoucího zdaru.
K nejpopulárnějším tvůrcům v Sovětském svazu patřili Nikolaj Ostrovskij (Jak se kalila ocel, 1932–1934), Konstantin Michajlovič Simonov nebo Leonid Maximovič Leonov (Ruský les, 1953). Po druhé světové válce následovalo období socialistickorealistických děl bez významnějšího konfliktu: vzhledem k tomu, že socialismu bylo oficiálně dosaženo, zachycovaly příslušné prózy pouze další a další úspěchy a optimistický život, bez dílčích proher, střetů, zklamání či jakékoliv psychologizace. V poezii šlo o rozsáhlé oslavy Stalinových schopností. O texty bez ambice umělecky experimentovat nebo přinášet zábavu, byť jinak dokonale naplňující stranické požadavky, nejevila sovětská veřejnost příliš velký zájem, a tak na přelomu 50. a 60. let přestal být schematický socialistický realismus režimem prosazován.
V poněkud odlišné podobě se rozvíjel v nekomunistických zemích. V Československu byl ve 30. letech vnímán jako pokračování předchozích snah v rámci proletářské literatury a avantgardy a autoři jako Marie Majerová, Marie Pujmanová nebo Ivan Olbracht v jeho rámci přicházeli s umělecky různorodými texty využívajícími uměleckých způsobů vyprávění či reportážního stylu. Po únorovém puči v roce 1948 se stal socialistický realismus na celé následující desetiletí preferovaným žánrem v rámci československé kulturní politiky. Budovatelské romány a poezii psali v jeho rámci jak zavedení autoři, nyní již bez větších uměleckých ambicí, tak noví tvůrci. Podobně jako v SSSR se socialistický realismus začal vytrácet od konce 50. let s nástupem nové umělecké generace.

## Znaky socialistického realismu
Označení socialistický realismus bylo poprvé použito v roce 1932, když jej Ivan Gronskij použil pro rodící se způsob psaní v rámci vznikajícího Svazu sovětských spisovatelů. Ideu rozvíjeli především kulturní pracovníci a teoretikové (například Andrej Ždanov a spisovatelé, zejména Maxim Gorkij. Sám Stalin popsal socialistický realismus jako „pravdivý popis toho, co vede život k socialismu“. Konkrétní naplnění tohoto zadání ovšem zůstalo na stranických funkcionářích a režimních spisovatelích.
Nejvýznamnější složkou se stala srozumitelnost pro nejširší masy čtenářů, pro které se měly texty stát zdrojem citového a morálního povznesení, poučení a politické agitace. Přestože se socialistický realismus odvolával především na realismus 19. století a raného 20. století a z jeho výrazových prostředků nejvíce čerpal, lze v jednotlivých dílech najít jak pozůstatky modernistických a avantgardních způsobů psaní (například žánr pásma v poezii nebo reportážní prvky v próze), tak odkazy ke starším dílům – oslava komunistických vůdců svým stylem někdy připomíná legendy.
Místo „mrtvé objektivní reality“ měla být zobrazována skutečnost takzvaně revoluční, angažovaná, zakotvená v politickém boji. Významným požadavkem se stala typičnost zobrazovaných postav a situací. Vyloučeny měly být události či pocity výjimečné a psát se mělo pouze o tom, co je náplní každodenního sovětského života. Realita měla být ovšem nazírána v kontextu historie: s ohledem na revoluční vývoj od zastaralých variant společného zřízení k vítěznému a dále se prudce rozvíjejícímu zřízení a hospodářství sovětskému. Vše přitom muselo být podřízeno jak požadavkům komunistické ideologie, tak komunistické strany, která o tuto ideologii pečovala. Předpokládalo se, že spisovatelé budou věrní komunistickým myšlenkám a současně stranickým osobnostem, což byl pohled, který v základech vycházel především z významného Leninova článku „Stranická organizace a stranická literatura“ z roku 1905.
V české literatuře 30. let preferoval socialistický realismus prostředí města a jeho širokých dělnických vrstev spějících k revoluci, čímž tvořil přirozený protipól ruralismu. V mnoha formálních rysech (optimismus, jednoduchost, důraz na silného člověka) se nicméně socialistický realismus přibližoval nacistickému umění, jak si povšiml již Karel Teige. V rámci budovatelské poezie bylo opěvováno nasazení dělníků a úspěchy při budování národního hospodářství – mnoho básní se věnovalo tématům pětiletky, těžkého průmyslu nebo mechanizace zemědělství. Do obecného povědomí vstoupily v českém prostředí například verše Pavla Kohouta.
| „                                           | Traktory, traktory, i vy traktoristé, údernický prapor zasloužili byste! | “ |
| — Pavel Kohout, báseň „Traktorové častušky“ |                                                                          |   |

Pocit revoluční proměny světy prostřednictvím mechanizace byl v socialistickém realismu vyjadřován velice explicitními a velkolepými obrazy. Jan Pilař přispěl verši: „Dnes směle sedí mladá žena / na rozvichřeném traktoru.“ Pěstován byl kult mládí a důrazu na děti, které bezelstně přicházely k bolševickým vůdcům. V básni Marie Marčanové „Měl děti rád“ jsou Leninovy činy vysvětlovány jeho láskou k dětem a text končí veršem „Tak měl rád děti soudruh Lenin“. Optimistický tón byl doplňován otevřenými a vyostřenými výhrůžkami vůči případným nepřátelům režimu nebo liknavým pracovníkům – kupříkladu Jiří Šotola napsal verše „Kdo nedrží krok s námi, / dejte mu řemenem!“.
Odsuzováno bylo vše, co přímo nevedlo k objemu výroby, vše nepraktické, a tudíž nepotřebné. Přímý útok vedla dikce socialistického realismu proti psychologizaci, individualizaci, nepřípadnému snění či neobvyklé sexualitě – jako úpadkové byly hodnoceny modernistické a avantgardní směry, včetně existencialismu, psychoanalýzy a západního uchopení marxistických myšlenek. U Josefa Kainara se objevují verše „Utřete špínu sexuality! / Jako ten samopal ať je verš nabitý / pravdou a práskne tam, kde ví, že je to třeba. / A tisíc Sartrů, Kierkegaardů, Freudů neukolébá.“

## Socialistický realismus v národních literaturách

### Československo

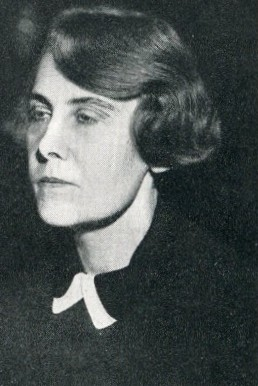
Marie Pujmanová tvořila v rámci psychologizujícího socialistického realismu již ve 30. let, svůj román Lidé na křižovatce (1937) později, po převzetí moci komunistickou stranou, doplnila dvěma pokračováními

Popisný styl charakteristický pro socialistický realismus byl v české proletářské literatuře užíván už ve 20. letech dvacátého století. Od roku 1920 se střetávala Neumannova koncepce proletářského umění jako agitačního prostředku a tvorba dostatečně jednoduché a srozumitelné, aby mohla působit na co nejširší masy a předávat masám předem dané poselství (oslava úspěchů komunistického zřízení v Rusku, kritika buržoazie apod.), s jinými levicovými tvůrci, kteří se snažili o vyšší míru samostatnosti. Československý socialistický realismus 30. let lze vnímat jako součást kontrakultury. Na rozdíl od poválečné prorežimní produkce, vnímané pozdějšími kritiky značně negativně, nebyl raný český socialistický realismus zcela schematický a konvenční. Ambiciózní produkce se v českém prostředí pojí s druhou polovinou 30. let, kdy byla v návaznosti na sovětskou tvorbu (Gorkij, Šolochov) stanoveny teoretické ambice, podle nichž se měl socialistický realismus stát syntézou předchozí české avantgardní a proletářské literatury. Zásady formulovali zejména Karel Konrád a Bedřich Václavek, teoretikové v rámci literární skupiny Blok (1935–1938).
Marie Majerová (1882–1967), autorka od mládí spojená s hutnickým a hornickým Kladnem, svůj kraj vyobrazila v románech Siréna (1935) a Havířská balada (1938). Při psaní se inspirovala vypravěčskými postupy světových prozaiků, jako byli John Dos Passos či Upton Sinclair), a užívala originálních postupů – dokumentárního a reportážního stylu, střídání způsobů vyprávění apod. Autorkou společenských románů byla též Marie Pujmanová (1893–1958), známá především psychologizujícím románem Lidé na křižovatce (1937), který dokázal, na rozdíl od děl Majerové, zdařile zachytit i duševní život měšťanských vrstev. Ke skupině patřil také Ivan Olbracht, který do vývoje sociálního realismus zasáhl především svou Annou proletářkou (knižní verze již 1928, s ohledem na kulturní vývoj upravena v roce 1948). Dalšími členy byli Jaroslav Kratochvíl (1885–1945), Géza Včelička (1901–1966) a Jiří Weil (1900–1959). Slovensky psali Peter Jilemnický (1901–1949) a Fraňo Kráľ (1903–1955). Skupina se dostávala do konfliktů se skeptičtějšími představiteli literární avantgardy, jako byl například Karel Teige, kteří kritizovali vazby autorů socialistického realismu na sovětský režim. Proti těmto nařčením se Blok vymezoval, na rozdíl od otevřeně stalinistické Levé fronty, s tím, že nejde o přebírání cizích vlivů, nýbrž o svébytnou tvorbu.

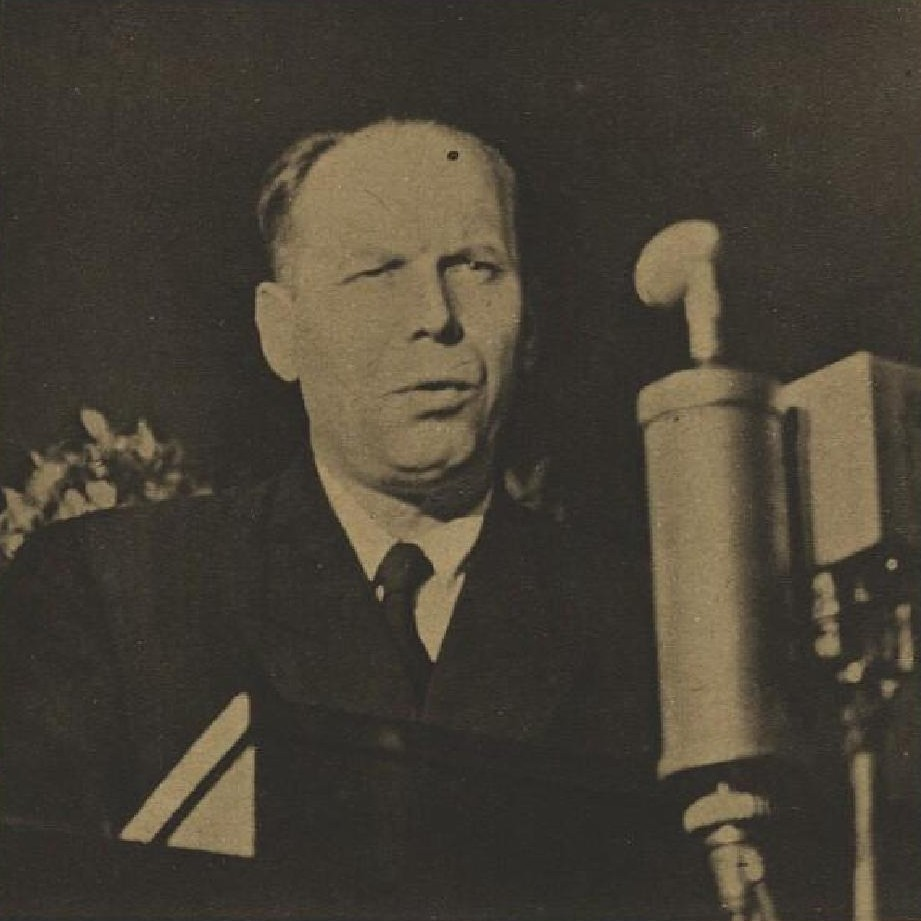
K hlavním politickým prosazovatelům socialistického realismu v Československu patřil Ladislav Štoll

Po únoru 1948, kdy moc v republice převzala komunistická strana, se socialistický realismus dostal z pozice kontrakultury do pozice hlavního proudu, či dokonce do pozice „nadkultury“, která se ostatní projevy kultury pokouší potírat a zatlačuje je do undergroundu. Politolog Ladislav Cabada označil tento okamžik za definitivní krach avantgardismu, neboť podle něj vedl k definitivnímu ztotožnění tohoto kulturního směřování se záměry vládnoucí politické strany. Starší české koncepce a pravidla socialistického realismu, vyrůstající z avantgardy, zavrženy ve prospěch schematizace společenských vztahů a výchovné funkce. Žánry experimentální a psychologizující prózy byly opuštěny ve prospěch budovatelského románu a historických románových kronik, interpretujících dějiny v souladu se stranickou linií (například husité byli pojímáni jako sociální buřiči a předchůdci socialismu, nikoliv primárně náboženské hnutí. Divadlo ovládlo výrobní drama a v poezii začala v rámci socialistického realismu dostávat přednost agitační poezie (též frézistická poezie). Vypjatá obraznost v kombinaci s přísným ideologickým zakotvením často budí dojem směšnosti; komentátor Jacques Rupnik texty popsal jako konvenční, podřízené politice a „trapně groteskní“.
| „                                    | Mám v nozdrách tisíc vůní již: parfumů, růží, chloroformů. Jak ale voní život, když soustružník překračuje normu! | “ |
| — Ivan Skála, báseň „Dopis básníkům“ | |   |

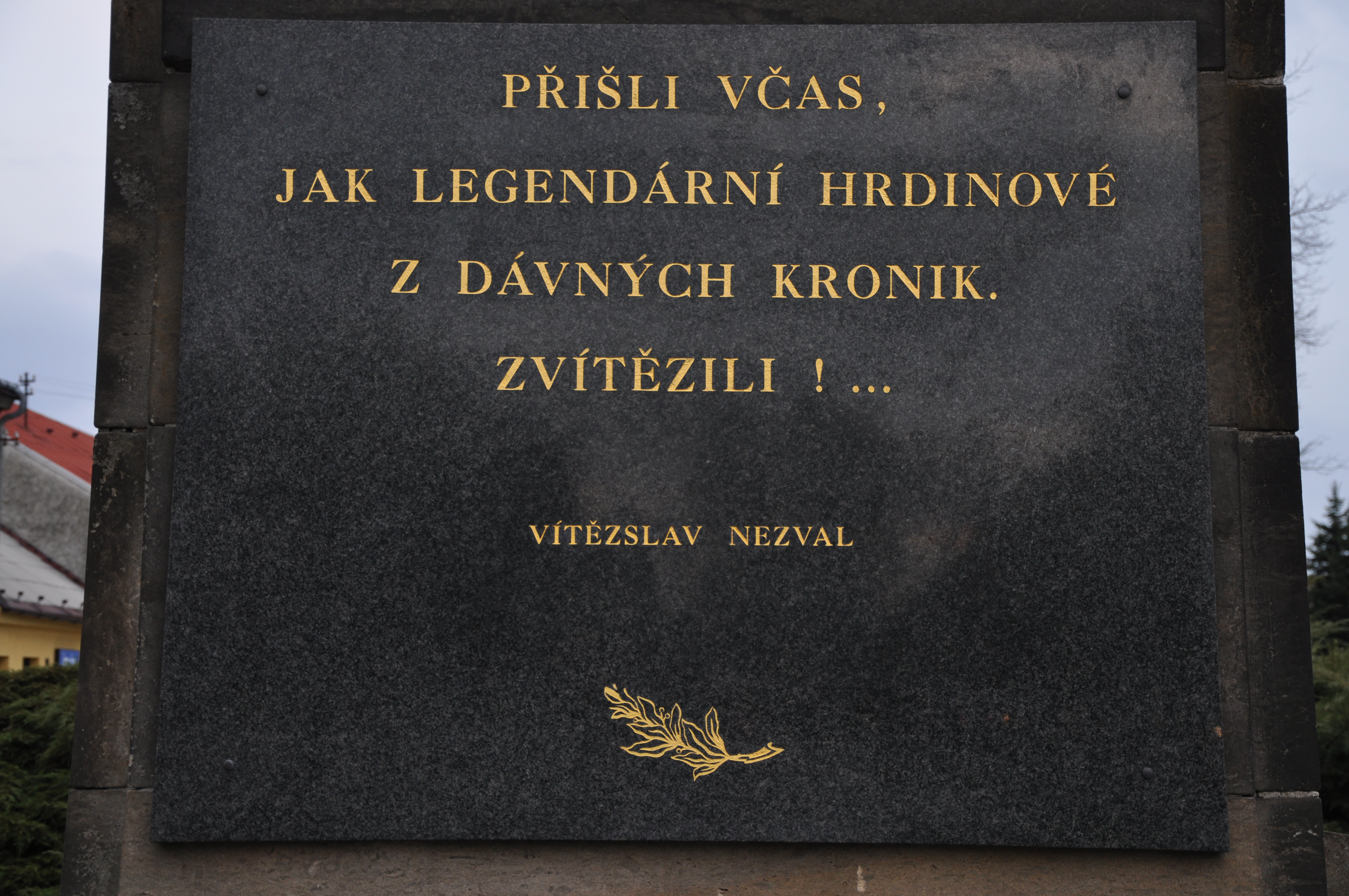
Socialistickorealistický způsob psaní přijali také za svůj také zavedení tvůrcové – na snímku verše Vítězslava Nezvala na památníku rudoarmějce ve Svitavách

Přerod a „očištění“ umělecké tvorby neproběhly okamžitě. V oblasti literatury bylo postupné přizpůsobování tvorby socialistickorealistickým zásadám vynucováno prostřednictvím Svazu československých spisovatelů. Hlavními prosazovateli se stali Ladislav Štoll a Jiří Taufer. Problematickou se ukázala avantgardní minulost některých významných českých levicových tvůrců. Štoll vystoupil v roce 1950 s referátem „Třicet let bojů za českou socialistickou poezii“, v němž vyzdvihl zásluhy Jiřího Wolkera a S. K. Neumanna, ostře naopak odsoudil do té doby oblíbeného Františka Halase a do určité míry rovněž Jaroslava Seiferta a Karla Teigeho. Kromě Neumanna stál v čele budovatelské poezie Vítězslav Nezval, ani ten však neměl, zejména vinou sovětského tlaku, svou pozici jistou. V letech 1950–1951 se významné hlasy české kultury (kromě Taufera také Václav Kopecký nebo Gustav Bareš) podílely na snahách o umělecké zdiskreditování Jaroslava Seiferta, zejména pro jeho údajné maloměšťáctví a nedostatek optimismu. Ideologickou osnovu vypracovávalo Barešem řízené Kulturní a propagační oddělení ÚV KSČ, které v poezii, próze i dramatu stanovilo rigidní tvůrčí postupy, vymezující se zejména vůči „zastaralému“ kritickému realismu a „blouznivému“ romantismu.
Díla v rámci rigidně vymezeného socialistického realismu začali v 50. letech často psali zavedení autoři v kontrastu ke své předchozí tvorbě. Marie Pujmanová doplnila své Lidi na křižovatce (1937) dalšími dvěma díly trilogie a její Hra s ohněm (1948) a Život proti smrti (1952) postupně opustily jemnou psychologizaci na úkor černobílých postav s jasně rozdělenými rolemi. Psychologické analýzy se vzdal rovněž Václav Řezáč (1901–1956), jehož Nástup (1951) a Bitva (1954) patřily k nejvlivnějším a nejznámějším textům poúnorového sociálního realismu. Zaobírají se tematikou osidlování pohraničí po odsunu sudetských Němců. Také ony pracují se šablonovitými postavami, jež reprezentují celé sociální vrstvy, nikoliv individuality, a v dialozích se zaměřují na poučení čtenáře a agitaci, bez snahy o zachycení realistické lidské řeči. Schematický způsob psaní přijal za svůj také například povídkář a pohádkář Jan Drda (1915–1970), původně avantgardní básníci Vítězslav Nezval (1900–1958) a Konstantin Biebl (1898–1951), básník a dramatik Emil František Burian (1904–1959), či z pozice literárního kritika Jan Mukařovský (1891–1975). Také Jan Otčenášek zahájil svou kariéru v budovatelském duchu, romány Plným krokem (1952) a Občan Brych (1955). Stalinova a Gottwaldova smrt v roce 1953 a následné mocenské střety v rámci režimu se staly prvními příznaky drolení. Léta 1956 až 1960 jsou již vnímána jako období krize. Změny však přišly až po roce 1960, kdy se v literatuře začaly prosazovat nové pohledy na tvorbu a stalinská éra začala být vnímána jako přehnaně konformní a bezútěšná.

### Sovětský svaz
Sovětský svaz byl zemí, ve které byl koncept socialistického realismu formulován a rozšířen. Poprvé toto slovní spojení užil Ivan Gronskij v rámci plenární schůze přípravného výboru Svazu sovětských spisovatelů v roce 1932. V roce 1934 proběhl první svazový sjezd; Andrej Ždanov, pravá ruka Josifa Stalina v oblasti kultury, sociální realismus vůdcovým jménem oficiálně posvětil s odkazem na práce Vladimíra Iljiče Lenina a marxismus-leninismus. V následujících letech pak došlo k rozsáhlým čistkám, které se podepsaly i na literatuře – kariéra četných autorů, včetně mnoha loajálních bolševiků, jimi byla rázně ukončena. Ač je uvědomělá tvorba ve stylu socialistického realismu záležitostí až 30. let, existovaly pokusy přiřadit ke směru také některá starší díla. Především Gorkého Matka (1906) je považována za jeden z ustavujících socialistickorealistických textů.

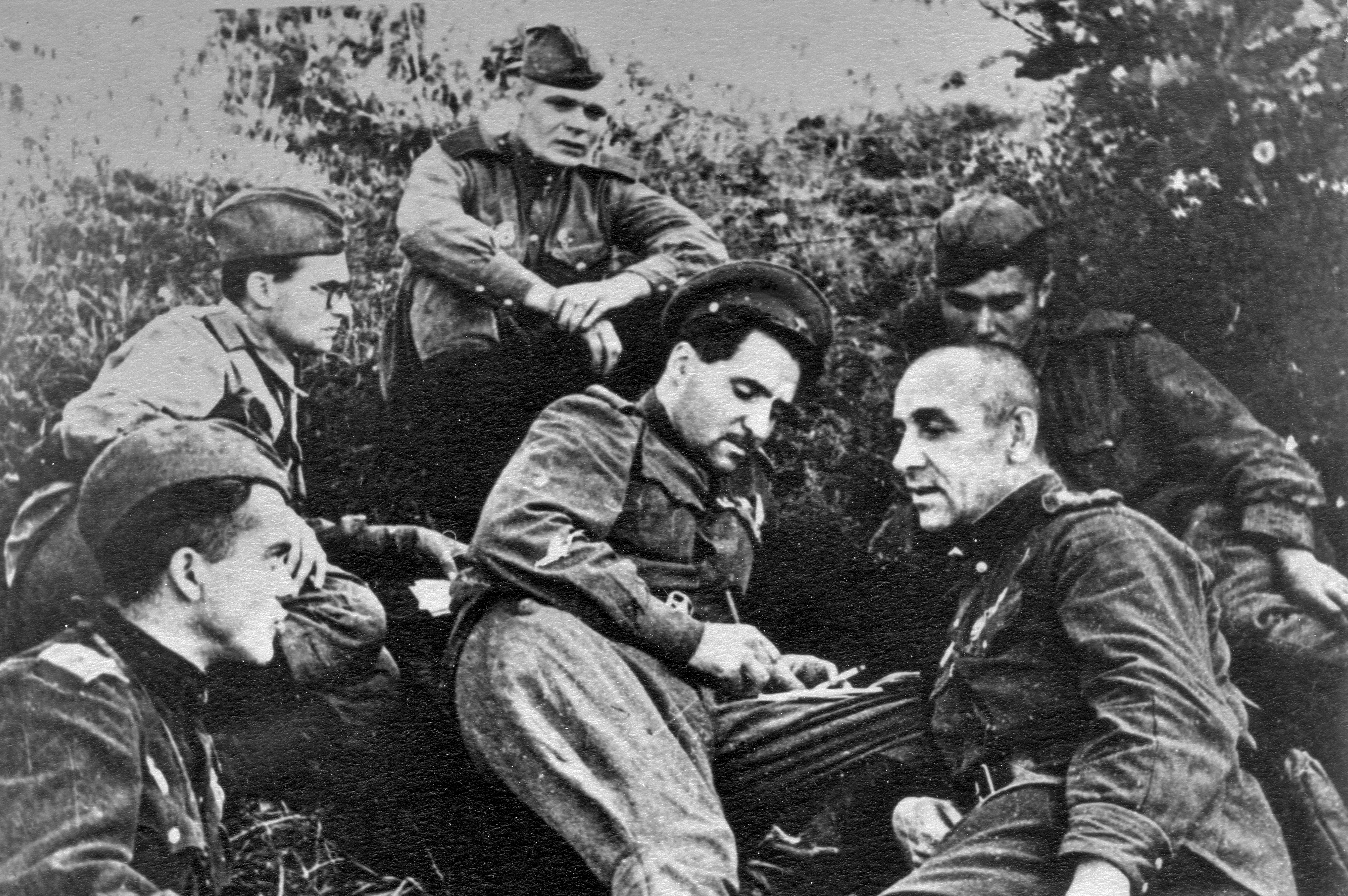
Spisovatel Konstantin Michajlovič Simonov v bitvě v Kurském oblouku (1943), své zkušenosti později využil při psaní socialistickorealistických próz z válečného prostředí

V sovětském socialistickém realismu 30. let převládal důraz na díla pojednávající o průmyslové výrobě. Nejúspěšnějším z nich se stal Ostrovského (1904–1936) autobiografický román Jak se kalila ocel (1932–1934), který v milionech výtisků zaplavil Sovětský svaz a překladech do četných jiných jazyků také země v oblasti sovětského vlivu. Výrobu oslavoval také reportér Ilja Erenburg (1891–1967) v románech Den druhý (1935), zachycujícím stavby na Sibiři, a Jedním dechem (1937), v němž jde o těžbu dřeva. Kromě samotného průmyslu byl kladen důraz na utužování pracovních a vojenských kolektivů, na čemž staví svůj text například Jurij Krymov (1908–1943), když v románu Tanková loď (1938) zachycuje přerod původně nedisciplinované posádky. Kolektivizaci v oblasti zemědělství zachytili především Michail Šolochov (Rozrušená země, první díl v roce 1932, druhý v roce 1960) a Fjodor Ivanovič Panfjorov (1896–1960), známý především dílem Brusky, v němž je popsána proměna původně kulackého velkostatku v moderní socialistické družstvo. Ne všechny socialistickorealistické texty se nutně musely zaobírat produkcí, část z nich se věnovala životu člověka v novém režimu – například Jurij German (1910–1968) zachytil v románu Naši přátelé (1936) příběh obyčejné sovětské dívky, která po životních zmatcích zakotví v bezpečném přístavu politické indoktrinace a pracovní morálky. Oblast pedagogiky pak pokryl Anton Semjonovič Makarenko, který kromě pedagogických spisů (jako byla Kniha pro rodiče, 1937) publikoval také poezii a prózu, například román Pedagogická poéma (1937) o převýchově mladých provinilců v Gorkého pracovní kolonii poblíž Charkova.

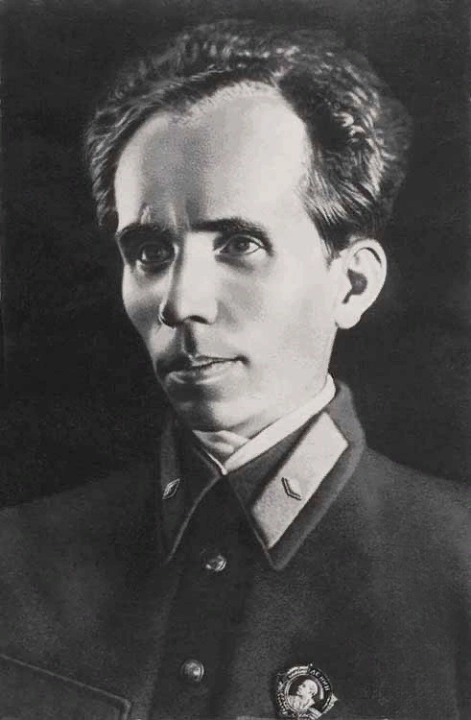
Nikolaj Ostrovskij, autor románu Jak se kalila ocel, mezinárodně rozšířeného díla sovětského socialistického realismu

Druhá světová válka přinesla nová témata, ale po roce 1946 také další vlnu represí pod taktovkou Andreje Ždanova, označovaných jako „ždanovština“. Vyvrcholily v roce 1949. Trestány byly nejen odchylky od předepsaných vzorců, ale rovněž přílišný kosmopolitismus, vnímaný jako přílišná vstřícnost k Západu, údajný pesimismus, esteticismus či dekadence; útoky měly často také vyhroceně nacionalistický a antisemitský podtón. Za nedodržování závazných socialistickorealistických norem byli perzekvováni významní tvůrcové jako Boris Pasternak, Anna Achmatovová či formalistický literární teoretik Vladimir Jakovlevič Propp. Texty v rámci socialistického realismu začaly stály vyostřeněji oslavovat minulé i současné Rusko, přinášet svérázné obrazy historických událostí a vést ideologické střety v rámci studené války. Neúnavným producentem takových děl byl Konstantin Michajlovič Simonov (1915–1979), který boje zachytil například v románu Dým otčiny (1948), zatímco v divadelní hře Cizí stín (1949) vykreslil sovětského inženýra, jenž sice zprvu chce své objevy sdílet s celým lidstvem, posléze si však uvědomí, že Západ by tyto vynálezy pouze zneužil. Poválečnou socialistickorealistickou poezii představovaly ve velké míře oslavné ódy na Stalinovo vedení státu, a to i u schopných básníků, kteří později psali uznávanější tvorbu – příkladem takového tvůrce je Alexandr Jakovlevič Jašin (1913–1968). Objevovala se však také díla autorů, která – ač psána s ohledem na předepsaná schémata – dokázala omezený obzor socialistického realismu překonat. K takovým tvůrcům patřil především Leonid Maximovič Leonov, jehož román Ruský les (1953) bývá někdy označován za největší dílo sovětského socialistického realismu. Obsahuje dlouhé technické pasáže o lesnictví a zachycuje střet ochránce  přírody, který stojí o zalesňování krajiny a její uměřené využívání, s dekadentním intelektuálem pod vlivem cizích mocností. Rozsáhlý mezinárodní vliv získal válečný román Příběh opravdového člověka (1946) Borise Polevoje (1908–1981), zachycující hrdinství sestřeleného a těžce raněného pilota.

Josif Stalin a Andrej Ždanov, který se ve 30. letech podepsal pod ustavení socialistického realismu a ve 40. letech prosazoval tvrdé zákroky vůči nedostatečně konformním autorům

K režimem oceňovaným autorům patřila dále Vera Fjodorovna Panovová (1905–1971) se zemědělským románem Jasný břeh (1949), Semjon Petrovič Babajevskij (1909–2000), který v románu Rytíř Zlaté hvězdy (1947–48) ukazoval rozvoj venkovských kolchozů, či Galina Jevgeňjevna Nikolajevová (1911–1963), jež se v románu Žatva (1950) věnovala témuž tématu. Díla poválečného sovětského socialistického realismu čím dál častěji postrádala konflikt a byla redukována na nekončící oslavy úspěchů, v souvislosti s představou, že po dokončení druhé pětiletky v roce 1938 se společnost již dostala do ideálního, socialistického stádia. To vedlo k poklesu veřejného zájmu o prorežimní literaturu a divadlo, zneklidnění stranických funkcionářů a roce 1954 k oficiálnímu zavržení konceptu nekonfliktní literatury.
Po smrti Stalina v roce 1953 a zejména od druhé poloviny 50. let začal být tento způsob tvorby vystavován stále častější kritice. Andrej Donatovič Siňavskij „Co je socialistický realismus?“ (1956) jeho postupům vytýkat, že se snaží smířit optimistickou idealizaci s objektivním, realistickým pohledem na skutečnost – východisko z tohoto nutně klamného spojení se pokoušel hledat ve fantastické literatuře. V 60. letech pak se stalinistický způsob psaní začal postupně vytrácet. Když v roce 1962 publikoval Alexandr Solženicyn prózu Jeden den Ivana Děnisoviče, v níž popsal jeden ponurý den vězně v gulagu, byl rozdíl proti šablonovitým a optimistickým románům zcela nepřehlédnutelný. Roman Gal, jeden z čelných literárních kritiků ruské emigrace, napsal, že tento text „zrušil celý socialistický realismus“. Marxistický literární teoretik György Lukács, méně nakloněný tak radikální interpretaci, pak uvedl, že tímto dílem se literatura „vrátila ke slavným tradicím socialistického realismu 20. let“.